# Federazione italiana dei lavoratori della chimica, tessili, dell'energia e delle manifatture
La Federazione italiana dei lavoratori della chimica, tessili, dell'energia e delle manifatture (FILCTEM) è il sindacato dei lavoratori operanti nelle imprese chimiche, tessili, energia e manifatturiere che fa capo alla Confederazione Generale Italiana del Lavoro (CGIL).
L'attuale segretario generale è Marco Falcinelli (dal 8 Aprile 2019). Nel 2009 gli iscritti erano oltre 250.000. La FILCTEM è affiliata alla Confederazione europea dei sindacati (CES) e a tre delle sue federazioni: Epsu (servizi pubblici), Emcef (chimici), Etuf-Tcl (tessili) in Europa, rispettivamente Psi, Icem e Itglwf a livello internazionale.

## Storia
La FILCTEM nasce a Roma il 15 ottobre 2009 dall'unione di FILCEM e FILTEA. Aderiscono alla nuova sigla i lavoratori dipendenti che operano in importanti settori dell'industria e dell'artigianato quali chimica, farmaceutica, gomma, plastica, vetro, concia, ceramica, dell'energia (petrolio, trasporto gas, miniere), dei servizi ad alta rilevanza tecnologica (elettricità, acqua, gas) provenienti dalla FILCEM e i lavoratori tessili, dell'abbigliamento, calzaturieri e pellettieri provenienti dalla FILTEA. Aderiscono inoltre i dipendenti delle lavanderie, delle aziende che producono bambole e giocattoli, bottoni, spazzole e pennelli, berretti, cappelli di lana e di feltro, pelo per cappello, settore della paglia, ombrelli e manici per ombrelli, maglie e calze, penne e matite, reti da pesca, freni e frizioni rappresentati precedentemente sempre dalla FILTEA. 

## Segretari generali
- 2009: Alberto Morselli
- 2012: Emilio Miceli
- 2019: Marco Falcinelli